# Жинола, Давид
Дави́д Жинола́ Дезире́ (фр. David Ginola Desire; род. 25 января 1967, Гасен, Прованс-Альпы-Лазурный берег, Франция) — французский футболист, полузащитник, известен по выступлениям за сборную Франции и клубы «Пари Сен-Жермен», «Ньюкасл Юнайтед», «Тоттенхэм Хотспур», «Астон Вилла» и «Эвертон».

## Биография
Давид Жинола родился недалеко от города Сен-Тропе. Тощий Жинола имел прозвище «Jambes des baguettes», что в переводе означает «Ножки-палки». Однако это не мешало ему неплохо играть и выделяться среди сверстников.

### Карьера

#### Начало карьеры
В 10-летнем возрасте Давид, уже будучи воспитанником школы клуба «Сент-Максин», выступал на местном любительском турнире Святого Рафаэля под именем Эрика Бойера. Его признали лучшим футболистом и даже пригласили в «Милан». Обман вскоре открылся, и Жинола пришлось довольствоваться «Тулоном».
В 18-летнем возрасте Давид дебютировал в первом дивизионе в матче против «Метца», который завершился победой «Тулона» 2:0.
В «Тулоне» он пробыл три сезона, быстро став одним из лидеров команды. И это не могло остаться незамеченным тренерами столичных клубов. В 1988 году Жинола приехал впервые покорять Париж.

#### Расинг
Два года он провёл в составе «Расинга». И в этот период Жинола был в шаге от первой своей победы. «Расинг» играл в финале Кубка Франции против «Монпелье», но уступил в дополнительное время — 1:2. Сам Жинола в той игре забил гол, но его команде это уже не помогло.

#### Брест
Следующим клубом Давида стал «Брест». Именно здесь на Жинола обратил внимание главный тренер сборной Франции Мишель Платини. 17 ноября 1990 года в Тиране Давид дебютировал в составе «трёхцветных». Однако первый же сезон в «Бресте» оказался неудачным, как для самого футболиста, так и для клуба. Из-за финансовых проблем «Брест» опустился во второй дивизион. Жинола сыграл за клуб ещё полсезона и зимой 1992 года во второй раз отправился покорять Париж.

#### ПСЖ
Теперь его ждал «Пари Сен-Жермен», клуб, где уже играли либериец Джордж Веа и бразилец Раи. Вторая попытка провинциала оказалась более удачной.
В рядах «красно-синих» Жинола стал и чемпионом Франции (для ПСЖ это был первый титул за восемь лет), и обладателем кубка страны.
Кроме того, именно в ПСЖ Жинола впервые сыграл в еврокубках — причём, во всех трёх.

#### Ньюкасл
В итоге Давид отправился вслед за Эриком Кантона в Британию. И два года его новый клуб «Ньюкасл» (купивший француза за 2,5 миллионов фунтов) соперничал с «Манчестер Юнайтед» Кантона в борьбе за первенство в премьер-лиге. Свой первый матч в Англии Давид сыграл 19 августа 1995 года против «Ковентри Сити». А первый гол Жинола влетел в ворота «Шеффилд Уэнсдей» шестью днями позже. Удачная игра Давида в Англии, тем не менее, не стала поводом для его возвращения в сборную. Тренер «трехцветных» Эме Жаке не видел в своей команде места ни Жинола, ни Кантона, ни Папену. И даже тот факт, что чемпионат Европы проводился в Англии, где Кантона и Жинола стали любимцами, не изменили взглядов Жаке. Он утверждал, что оба они — индивидуалисты, и не смогут сыграть так как видит футбол он сам. Зато у Жинола было полное взаимопонимание с другим тренером — Кевином Киганом. И с его уходом с поста менеджера «Ньюкасла» Жинола прочно сел в резерв.

#### Тоттенхэм
Кенни Далглиш, сменивший Кигана в «Ньюкасле», практически ни разу не дал Жинола сыграть за команду. Так что уход Давида из «Юнайтед» был очевиден. Он перешёл в «Тоттенхэм» в июле 1997 года за 2 миллиона фунтов. В новой команде ему пришлось забыть о медалях чемпионата. «Шпоры» боролись за выживание, и Давид своей игрой помог им сохранить место в премьер-лиге. А в следующем году Жинола стал лидером команды, которая теперь уже оказалась способной обыграть в Кубке лиги «Манчестер», а потом и вовсе выиграть сам трофей в сложном матче с «Лестер Сити». Кроме того, «Тоттенхэм» пробился в полуфинал Кубка Англии, где лишь в дополнительное время проиграл «Ньюкаслу». Жинола провел этот сезон так вдохновенно, что его коллеги вновь — как и пять лет назад во Франции — признали его лучшим футболистом чемпионата.

## Карьера в сборной
Будучи выдающимся футболистом, Жинола сыграл всего 17 матчей за сборную Франции. В 1987 году он сыграл за молодёжную сборную Франции на ежегодном турнире в Тулоне: в финале французы победили Англию со счётом 4:3, а Жинола был признан лучшим игроком турнира. Его дебют за основную сборную состоялся 17 ноября 1990 года в игре против Албании.
Давид Жинола стал объектом порицания и презрения в стране 17 ноября 1993 года, в день матча против сборной Болгарии за выход на чемпионат мира в США. Французам нужна была хотя бы ничья в этой встрече, чтобы выйти на чемпионат мира, в то время как Болгария обязана была выигрывать. Жинола вышел на поле в конце встречи при счёте 1:1, заменив Жан-Пьера Папена, но на последней минуте матча совершил ужасную ошибку при исполнении штрафного с правого фланга. Пытаясь совершить навес на Эрика Кантона, Жинола направил мяч аккурат на Эмила Кременлиева, который начал болгарскую контратаку за 10 секунд до конца основного времени. С передачи Любослава Пенева Эмил Костадинов, прорвавшийся по правому флангу, забил свой второй гол в матче. Болгары выиграли со счётом 2:1 и завоевали путёвку на чемпионат мира в США.
На следующий день, 18 ноября 1993 года главный тренер сборной Франции Жерар Улье целиком и полностью обвинил Жинола в поражении и заявил, что своей ошибкой игрок «запустил ракету Exocet в сердце французского футбола» и попросту «убил сборную». Точно так же французские болельщики заклеймили Жинола как «убийцу французского футбола», что вынудило его уехать играть из страны и отправиться выступать в Англию за «Ньюкасл Юнайтед». Сменивший Улье на посту сборной Эме Жаке продолжал вызывать игрока в сборную, но тот выходил больше на замену. В 1995 году Жинола сыграл свою последнюю встречу за сборную Франции.
В 2011 году Жинола подал в суд на Улье, обвинив последнего в клевете. Тренер в своей книге «Тайны тренеров» (фр. Secrets de coachs) отзывался о Жинола крайне оскорбительно, обвиняя сугубо его в поражении Франции в 1993 году. Однако Жинола в итоге проиграл дело. Полузащитник болгарской сборной Златко Янков, игравший в той встрече 1993 года, полагал, что Жинола хотел добиться победы сборной Франции в том матче, но если бы он не пошёл на такой риск, а попытался потянуть время, то французы бы не проиграли.

## Достижения

### Командные
ПСЖ
- Чемпион Франции: 1994
- Обладатель Кубка Франции (2): 1993, 1995
- Обладатель Кубка французской лиги: 1995

Тоттенхэм
- Обладатель Кубка Футбольной лиги: 1999

Астон Вилла
- Обладатель Кубка Интертото: 2001

Сборная Франции
- Победитель Турнира в Тулоне: 1987

### Личные
- Футболист года во Франции: 1993
- Футболист года во Франции по версии НСПФ: 1994
- Игрок месяца английской Премьер-лиги (2): август 1995, декабрь 1998
- Включён в «команду года» по версии ПФА (2): 1995/96, 1998/99
- Игрок года по версии футболистов ПФА: 1998/99
- Футболист года по версии АФЖ: 1998/99
- Игрок года в «Тоттенхэме»: 1998
- Включён в список величайших футболистов XX века по версии World Soccer